# Taghaser
Taghaser (en azéri Tağaser, en arménien Թաղասեռ) est un village d'Azerbaïdjan faisant partie du raion de Khojavend. Elle fut jusqu'en 2020, une communauté rurale de la région de Hadrout, au Haut-Karabagh. Elle compte 491 habitants en 2005.